# Venere di Monruz

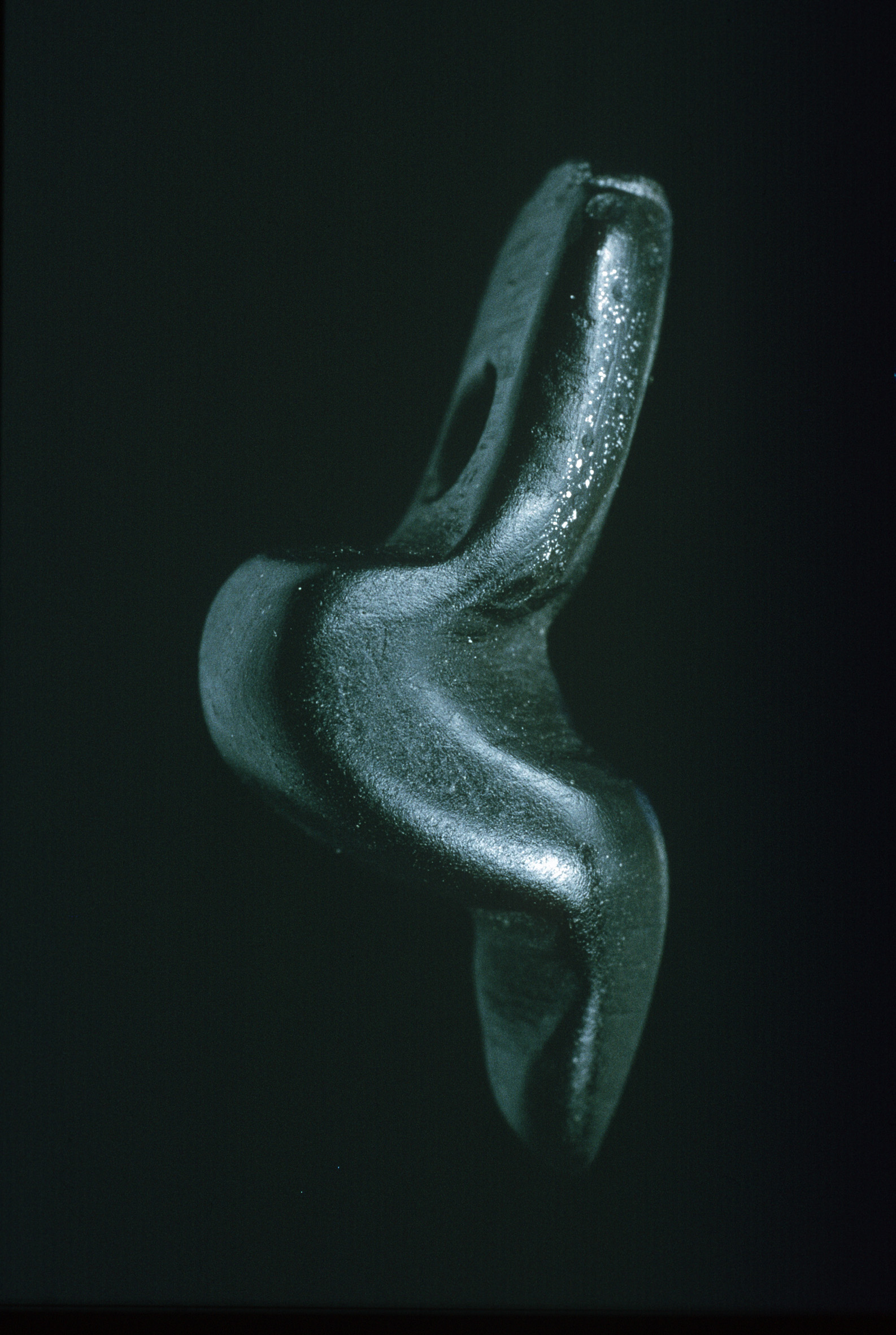
Venere di Monruz

La Venere di Monruz (anche conosciuta come Venere di Neuchâtel) è una statuetta paleolitica di una venere, ritrovata nei pressi di Monruz vicino a Neuchâtel in Svizzera. È stata datata alla fine del magdaleniano, cioè a circa 11.000 anni fa. 
La statuina è alta 18 millimetri ed è un pendant nero che raffigura una donna stilizzata. Fu ritrovata nel 1991 durante la costruzione dell'autostrada A5.

## La Venere di Engen
Quest'altra statuina è stata scoperta ad Engen (a circa 130 km a nord di Neuchâtel) ed è spesso associata alla Venere di Monruz per alcune somiglianze. È datata a 15.000 anni fa